# 221

## Hlavy států
- Papež – Kalixtus I. (217–222) + Hippolytus, vzdoropapež (217–235)
- Římská říše – Heliogabalus (218–222)
- Parthská říše – Vologaisés VI. (207/208–227/228), Artabanos IV. (213–224)
- Kušánská říše – Vásudéva I. (190–230)
- Japonsko (region Jamataikoku) – královna Himiko (175–248)